# 如月弘鷹
如月 弘鷹，是日本BL漫画家、日本插圖画家。現在主要於角川書店的漫画雑誌『CIEL』連載。

## 作品

### 漫畫
- 天使與惡魔的禁戀、全3冊、原名
- 兄弟限定!、全5冊
- GATE、全4冊
- 美男子偵探事件簿、全1冊、原名
- JX'S：跳動的伙伴、全1冊、原名《JX'S》
- BLOOD+ 血戰 夜行城市、全1冊、原名《BLOOD+ 夜行城市》
- 聲優一年生、1～4冊(長鴻出版－已完結)、原名《声優一年生》
- HANGER執行人、1冊(長鴻出版－未完結)、原名《HANGER (1) －執行人－ (バーズコミックス　ルチルコレクション) 》

### 小說插畫
- 五點十分‧戀愛學分、八點五十‧愛的決戰、三點零分‧愛火點燃、午夜零時‧愛的呢喃、文：井村仁美/花箋集BL小說
- 小鬼的禁愛領域、原名、文：吉原理惠子

## 外部連結
- （日語）VERT INFORMATION：如月弘鷹（页面存档备份，存于）
- （日語）角川書店 	検索結果：如月弘鷹[永久]